# 3. јул
3. јул (3.7.) је 184. дан године по грегоријанском календару (185. у преступној години). До краја године има још 181 дана.

## Догађаји
- 321 — Римски цар Константин I, први римски хришћански владар, прогласио је недељу за дан одмора и верског обреда.
- 1583 — Руски цар Иван Грозни убио је, у наступу гнева, сина. Овај аутократа спровео је значајне реформе у Русији, а због окрутног односа према бољарима добио је назив Грозни.
- 1608 — Француски истраживач Самјуел де Шамплен основао је канадски град Квебек.
- 1775 — Генерал Џорџ Вашингтон, касније изабран за првог председника САД (1789), званично је преузео команду над војском колониста у Америчком рату за независност.
- 1848 — Покренут аустријски дневни лист Штампа (Die Presse).
- 1849 — Француске трупе су ушле у Рим савладавши отпор снага Ђузепеа Гарибалдија и поново устоличиле поглавара римокатоличке цркве папу Пија IX.
- 1866 — Пруска војска под командом Хелмута фон Молтека је у бици код Садове поразила аустријску војску под командом Лудвига фон Бенедека.
- 1881 — Под притиском Велике Британије, Турска је потписала конвенцију с Грчком којом су Грци добили Тесалију и делове Епира.
  -     - Почела изградња Српских железница
- 1940 — Британци су онеспособили велики део француске флоте стациониране у Мерс-ел-Кебиру у Алжиру да не би дошле у посед Немачке. Французи нису пристали да, након капитулације Француске, предају флоту добровољно, па је највећи део уништен, а погинуло је преко 1.000 француских морнара.
- 1944 — совјетске трупе су у Другом светском рату ослободиле главни град Белорусије Минск и заробиле 100.000 немачких војника.
- 1954 — У Великој Британији је укинуто рационисано снабдевање храном уведено током и по завршетку Другог светског рата.
- 1962 — Алжир је стекао независност после 132 године француске колонијалне власти.
- 1969 — Један од оснивача енглеске рок групе „Ролингстонс“ Брајан Џонс утопио се у свом базену под дејством прекомерне количине дроге.
- 1972 — Индија и Пакистан су потписали мировни споразум, чиме је окончан сукоб изазван 1971. грађанским ратом у Источном Пакистану (Бангладеш).
- 1987 — Клаус Барби, локални шеф Гестапоа, назван „касапин из Лиона“, осуђен је у Француској на доживотну робију.
- 1988 — Ракета са америчког ратног брода „Венсен“ оборила је изнад Персијског залива у последњој седмици иранско-ирачког рата ирански путнички авион „Ербас А300“ при чему је погинуло свих 290 путника.
- 1996 — Председник Русије Борис Јељцин победио је у другом изборном кругу комунистичког кандидата Генадија Зјуганова, и тиме започео други председнички мандат.
- 2001.
  - Руски авион „Тупољев Ту-154“ срушио се код Иркутска. Погинуло је свих 145 путника и чланова посаде.
  - На првом појављивању пред Међународним судом за ратне злочине у Хагу бивши председник СРЈ Слободан Милошевић изјавио је да не признаје тај суд и одбио да се изјасни о оптужници која га терети за прогон, депортацију и убијање косовских Албанаца 1999.

## Рођења
- 1423 — Луј XI, француски краљ (1461—1483). (прем. 1483)[1]
- 1854 — Леош Јаначек, чешки композитор. (прем. 1928)[2]
- 1883 — Франц Кафка, чешко-аустријски писац. (прем. 1924)[3]
- 1898 — Михаило Андрејевић, српски лекар, фудбалер и истакнути фудбалски радник. (прем. 1989)
- 1914 — Олга Поповић-Дедијер, српска лекарка и учесница Народноослободилачке борбе. (прем. 1943)[4]
- 1921 — Сузан Питерс, америчка глумица. (прем. 1952)[5]
- 1930 — Карлос Клајбер, аустријски диригент. (прем. 2004)[6]
- 1937 — Милован Данојлић, српски писац. (прем. 2022)[7]
- 1939 — Љубивоје Ршумовић, српски песник.[8]
- 1943 — Куртвуд Смит, амерички глумац.[9]
- 1946 — Боло Јен, кинески глумац, мајстор борилачких вештина и бодибилдер.[10]
- 1947 — Роб Ренсенбринк, холандски фудбалер. (прем. 2020)[11]
- 1952 — Лора Браниган, америчка музичарка и глумица. (прем. 2004)[12]
- 1953 — Драган Великић, српски писац.[13]
- 1953 — Нада Топчагић, српска певачица.[14]
- 1960 — Винс Кларк, енглески музичар.[15]
- 1961 — Чедомир Јаневски, македонски фудбалер и фудбалски тренер.[16]
- 1962 — Томас Гибсон, амерички глумац и редитељ.[17]
- 1962 — Том Круз, амерички глумац и продуцент.[18]
- 1964 — Јардли Смит, америчка глумица.[19]
- 1965 — Кони Нилсен, данска глумица.[20]
- 1968 — Уликс Фехмиу, српски глумац.[21]
- 1969 — Шони Смит, америчка глумица и певачица.[22]
- 1970 — Зоран Стевановић, српски кошаркаш.[23]
- 1971 — Џулијан Асанж, аустралијски новинар и активиста, оснивач интернет сајта Викиликс.[24]
- 1971 — Бенедикт Вонг, енглески глумац.
- 1971 — Гаврило Пајовић, црногорски кошаркаш.[25]
- 1972 — Владимир Кецмановић, српски писац и сценариста.
- 1972 — Маја Петрин, хрватска глумица. (прем. 2014)[26]
- 1973 — Патрик Вилсон, амерички глумац и музичар.[27]
- 1973 — Олафур Стефансон, исландски рукометаш.[28]
- 1975 — Вук Јеремић, српски политичар и дипломата, председник Генералне скупштине Уједињених нација (2012—2013).[29]
- 1980 — Боштјан Нахбар, словеначки кошаркаш.[30]
- 1983 — Ристо Лакић, црногорски фудбалер.[31]
- 1987 — Себастијан Фетел, немачки аутомобилиста, возач Формуле 1.[32]
- 1989 — Кени Габријел, амерички кошаркаш.[33]
- 1990 — Фабио Ару, италијански бициклиста.[34]
- 1990 — Ненад Крстичић, српски фудбалер.[35]
- 1991 — Анастасија Пављученкова, руска тенисерка.[36]
- 2002 — Андрија Радуловић, српски фудбалер.[37]

## Смрти
- 1642 — Марија Медичи, француска краљица (рођ. 1573)[38]
- 1904 — Теодор Херцл, оснивач и лидер ционистичког покрета, пореклом из Земуна (рођ. 1860)[39]
- 1918 — Мехмед V, претпоследњи султан Османског царства 1909-1918. (рођ. 1844)[40]
- 1935 — Андре Ситроен, француски инжењер, оснивач фабрике аутомобила Ситроен (рођ. 1878)[41]
- 1952 — Влада Илић, градоначелник Београда, један од најбогатијих индустријалаца Југославије, зачетник индустрије гајтана у Лесковцу (рођ. 1882)
- 1971 — Џим Морисон, певач, вођа групе The Doors (рођ. 1943)[42]
- 2017 — Паоло Вилађо, италијански глумац и комичар (рођ. 1930)[43]
- 2025 — Диого Жота, португалски фудбалер (рођ. 1996)